# Gainas
Gainas  († 400) (Grieks: Γαινᾶς) was een Gotische generaal in dienst van het Romeinse Rijk, tijdens de regering van Theodosius I en Arcadius. Hij speelde een belangrijke rol in de gebeurtenissen in het oostelijke rijksdeel tegen het einde van de 4e eeuw.   

## Biografie
Gainas was van Gotische komaf. Hedendaagse historici veronderstellen dat hij waarschijnlijk uit een van de twee Gotische groepen stamde die in de late 4e eeuw het rijk binnen kwamen: de Thervingen of Greutingen.
Gainas begon zijn carrière als gewoon soldaat in het leger van Theodosius. In de Slag aan de Frigidus in 394 tegen de usurpator Flavius Eugenius stond hij aan het hoofd van een contingent barbaren  .
Aan het begin van de oorlog tegen de Goten in 395 stuurde Flavius Stilicho hem met troepen, onder het mom van versterking van de legers van het Oosten, om de prefect Rufinus ten val te brengen, die vijandig stond tegenover Stilicho. Gainas vermoordde Rufinus, maar  Eutropius, die eveneens een tegenstander van Stilicho was, kreeg de macht.

## Machtsgreep
Gainas keerde niet terug naar het westen en speelde tot 399 geen belangrijke rol. Door Eutropius was hij op een zijspoor terecht gekomen, waardoor zijn wrok tegen de invloedrijke eunuch toenam. In 399 diende hij onder generaal Leo, die door de keizer uit zijn functie werd ontheven, omdat hij er niet in slaagde de opstand van de Ostrogoten in Klein-Azië de kop in te drukken. Deze opstand werd geleid door de hoofdman Tribigild die ook vijandig stond tegenover Eutropius. Gainas werd door keizer Arcadius tot magister utriusque militiae benoemd en kreeg de opdracht de Gotische opstand neer te verslaan. De promotie tot legeraanvoerder stelde Gainas in staat zijn eigen agenda te volgen. In plaats van Tribigild te bestrijden spande hij samen met de Gotische opstandeling. Zonder enige tegenstand te ondervinden marcheerde hij naar Chalcedon waar hij de keizer ontmoette voor overleg . Alleen als de keizer zijn tegenstanders aan het hof aan de kant schoof wilde hij zijn opstand beëindigen. Eutropius werd ter dood gebracht en Gainas ontving de titel van opperbevelhebber van het Oostelijk leger. Hij bracht zijn leger over naar Constantinopel.
Hoewel Gainas een goede militair was, was hij niet in staat de hoofdstad van het Oostelijke deel zijn macht op te leggen. De Grieks-Romeinse bevolking had een hevige hekel aan de barbaarse Goten die bovendien Ariaanse christenen waren. Met name zijn samenwerking met Tribigild leidde tot veel ongenoegen. Toen hij in 400 van een militaire expeditie terugkeerde naar Constantinopel braken er rellen uit. Hij probeerde zijn soldaten te evacueren, maar tijdens de rellen die uitbraken vonden 7.000 de dood. 
Gainas vluchtte met zijn troepen over de Hellespont, waar hij in een val werd gelokt door een Goot in keizerlijke dienst, Fravitta. Hier leed  Gainas een nederlaag, doch slaagde over de Donau te vluchten. Zijn vrijheid was echter van korte duur, want hij bevond zich nu in het gebied van de Hunnen. Deze namen hem gevangen, waarna Gainas gedood werd door Uldin die zijn hoofd naar Arcadius stuurde als diplomatiek geschenk.